# Ятрышник человеконосный
Ятры́шник человеконо́сный, или а́церас фигу́рный, или ацерас человеконо́сный (лат. Orchis anthropophora) — европейский вид многолетних травянистых клубневых растений из рода ятрышников семейства орхидных (Orchidaceae).

## Названия
Латинское название происходит от др.-греч. ὄρχις (яичко) из-за пары клубней, напоминающих яички. Научный видовой эпитет также происходит от греческих слов: anthropos («человек») и phoros («несу», «несущий») — губы у цветков похожи на человечков.
Синонимы:
- Ophrys anthropophora L. (1753)basionym — Офрис человеконосный
- Aceras anthropophorum (L.) W.T. Aiton (1814) — Ацерас человеконосный
- Arachnites anthropophora (L.) F.W.Schmidt (1793)
- Satyrium anthropophorum (L.) Pers. (1807)
- Loroglossum anthropophorum (L.) Rich. (1817)
- Himantoglossum anthropophorum (L.) Spreng. (1826)
- Serapias anthropophora (L.) Jundz. (1830)
- Aceras anthropophorum f. purpurata (L.) Balayer (1986)

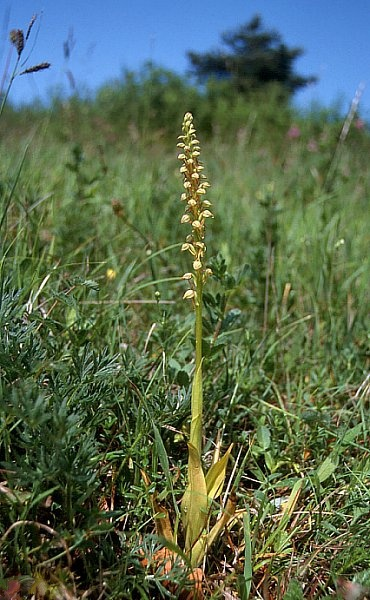
Общий вид растения

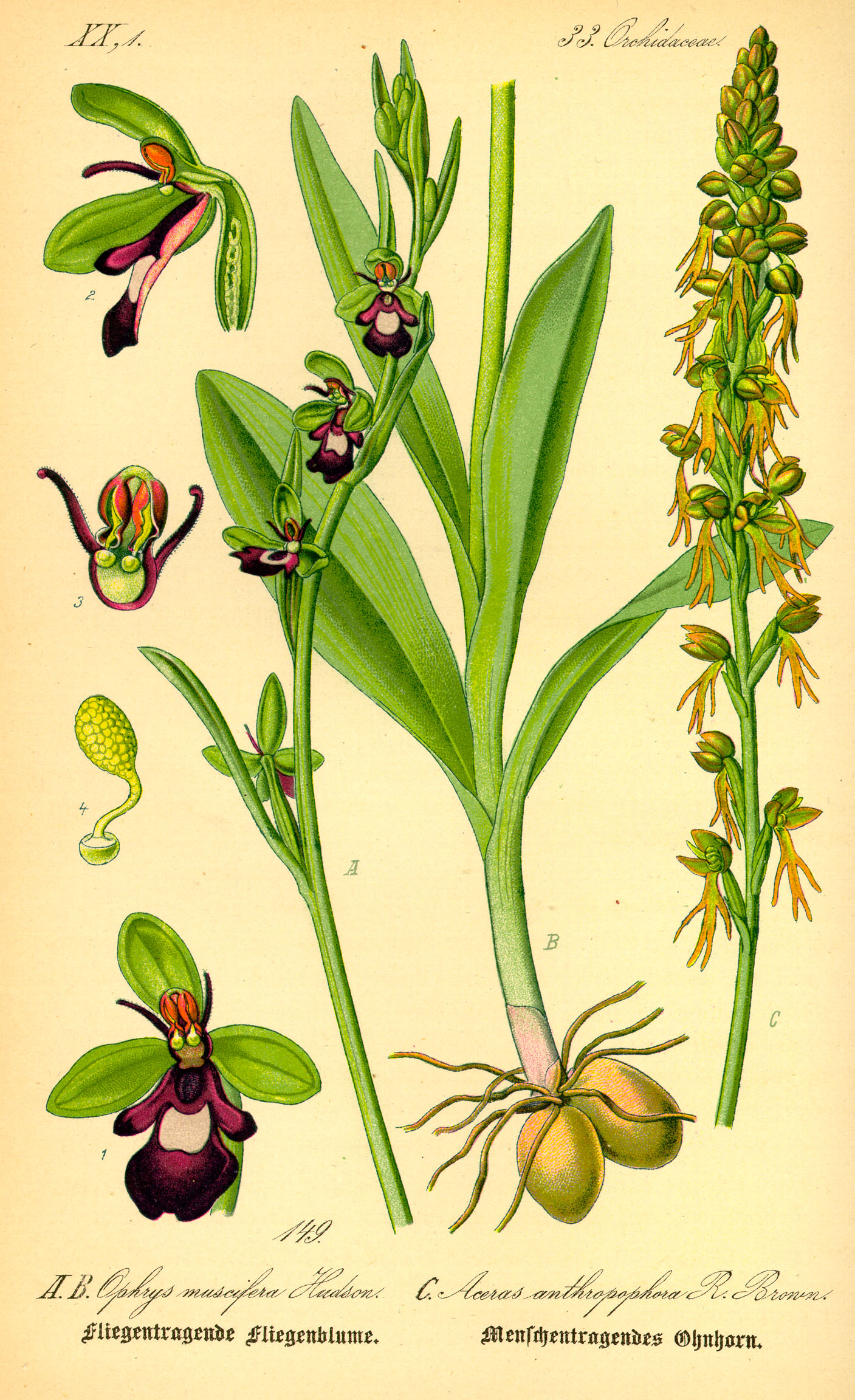
Слева — Офрис насекомоносный (Ophrys insectifera), справа — ятрышник человеконосный.

- Loroglossum brachyglotte (L.) Rich. (1817)
- Ophrys anthropomorpha (L.) Willd. (1805)
- Satyrium anthropomorphum (L.) Pers. (1807)

## Распространение
Данный вид встречается на следующих территориях: Албания, Алжир, Австрия, в Испании на Балеарских о-вах и территории государства, Бельгия, о. Корсика, о. Кипр, Франция, Германия, Великобритания, Греция, Италия, о. Крит, Марокко, Нидерланды, Португалия, о. Сардиния, о. Сицилия, Швейцария, Тунис, Турция, восточные Эгейские о-ва, территория бывшей Югославии, Ливан и Сирия. На высоте от 0 до 1650 метров над уровнем моря. На территории бывшего СССР Ятрышник фигурный встречается в Литве и на Западной Украине по данным на 1830 год. Растёт в широколиственных лесах, на лугах, иногда среди кустарников, обычно на сухой, но не слишком, богатой гумусом почве. Предпочитает слабо затенённые места, обращённые на юг.
Растение редкое, на территории многих государств занесено в Красную книгу.

## Биологическое описание
Ятрышник человеконосный — травянистое растение высотой 20—35 см (возможно, до 50 см) с цельными корневыми клубнями овальной или продолговатой формы диаметром до 6 см.
Листья овальные (продолговато-ланцетные), длиной около 5 см, собраны в базальную (прикорневую) розетку; имеют сизовато-зелёную окраску. Из центра розетки вырастают прямые цветоносы высотой от 20 до 60 см.
Соцветие — многоцветковое, имеет вид густой цилиндрической кисти. На одной кисти может находиться до пятидесяти цветков.
Наружные листочки околоцветника сложены в шлем. Цветки — различных оттенков: от желтовато-зелёных до коричневато-зелёных, по краям коричнево-фиолетовые. Губа линейная, плоская, трёхлопастная, повислая; средняя лопасть губы длиннее других листочков околоцветника и примерно до середины разделена на две части; шпорец отсутствует. Как и у многих других представителей этого семейства, цветки ятрышника человеконосного имитируют насекомых с целью успешного перекрёстного опыления.
Первые четыре года растения ведут подземный образ жизни и только на пятый год над землёй появляется первый зелёный лист. Уже в мае листья начинают желтеть. Цветёт растение в июне, причём новый клубень (который даст цветоносный побег в следующем году) к этому времени по размерам уже не отличается от старого. После цветения старый клубень отмирает и с июля по сентябрь надземная часть у растения отсутствует.
|                                                                             |  |  |
| Прикорневая розетка, соцветие и отдельный цветок ятрышника человеконосного. |  |  |

## В культуре
В искусственных условиях выращивать растение сложно. В естественных местообитаниях толерантно к pH почвы (5,5 — 8).
Растение лучше растёт на хорошо дренированной влажной песчаной почве, богатой перегноем.
Вегетативное размножение затруднено. Практикуется размножение семенами: их сажают в стерильные ёмкости.

## Классификация

### Таксономическое положение
Ранее относился к роду ацерас наряду с ещё одним видом — ацерасом длинноприцветниковым (Aceras longibracteatum), который растёт в Средиземноморье и также является редким растением.
|  |                       |  |                                                                                           |                                                                                           |                       |  | ещё пять подсемейств, в том числе Ванильные | ещё пять подсемейств, в том числе Ванильные |                    |  |                                             |  | роды Любка, Кокушник и др. | роды Любка, Кокушник и др. |  |
|  |                       |  |                                                                                           |                                                                                           |                       |  | ещё пять подсемейств, в том числе Ванильные | ещё пять подсемейств, в том числе Ванильные |                    |  |                                             |  | роды Любка, Кокушник и др. | роды Любка, Кокушник и др. |  |
|  |                       |  |                                                                                           | семейство Орхидные                                                                        |                       |  |                                             |                                             | триба Ятрышниковые |  |                                             |  |                            |                            |  |
|  |                       |  |                                                                                           | семейство Орхидные                                                                        |                       |  |                                             |                                             | триба Ятрышниковые |  | Ятрышник человеконосный, и другие виды рода |  |                            |                            |  |
|  | порядок Спаржецветные |  |                                                                                           |                                                                                           | подсемейство Орхидные |  |                                             |                                             | род Ятрышник       |  |                                             |  |                            |                            |  |
|  | порядок Спаржецветные |  |                                                                                           |                                                                                           |                       |  |                                             |                                             |                    |  |                                             |  |                            |                            |  |
|  |                       |  | ещё 24 семейства (согласно Системе APG II), в том числе Амариллисовые, Луковые, Спаржевые | ещё 24 семейства (согласно Системе APG II), в том числе Амариллисовые, Луковые, Спаржевые |                       |  |                                             | ещё шесть триб                              | ещё шесть триб     |  |                                             |  |                            |                            |  |
|  |                       |  |                                                                                           | ещё 24 семейства (согласно Системе APG II), в том числе Амариллисовые, Луковые, Спаржевые |                       |  |                                             |                                             | ещё шесть триб     |  |                                             |  |                            |                            |  |

### Гибриды
Известны естественные гибриды ятрышника человеконосного с видами рода Ятрышник (Orchis): с Ятрышником шлемовидным (Orchis militaris), Ятрышником пурпурным (Orchis purpurea), Ятрышником обезьяним (Orchis simia) и некоторыми другими.
| |  |
| Слева: Orchis × bivonae [syn. ×Orchiaceras bivonae] = Orchis italica × Orchis anthropophora. Справа: Orchiaceras × spurium = Orchis militaris × Orchis anthropophora. |  |